# Bill Crews
Bill Crews (sinh ngày 12 tháng 7 năm 1952) là một chính trị gia người Mỹ, từng là thị trưởng của Melbourne, Iowa, từ năm 1984 đến năm 1998. Crews công khai tại LGBT Equality March ở Washington, D.C. vào năm 1993, nơi ông đã thu hút sự chú ý của quốc gia do ghét graffiti trên ngôi nhà ở Melbourne của mình.

## Đời tư
Cha của Crews, một bộ trưởng của Phương thức thống nhất đấu tranh cho công bằng xã hội, đã bị giết trong một vụ tai nạn xe hơi năm 1973. Bill Crews cũng hoạt động trong nhà thờ United Methodist sau khi công khai, cho đến năm 1998 khi ông chuyển đến Washington, D.C. với chồng.